# Metroid Fusion
Metroid Fusion (メトロイドフュージョン?, Metoroido Fyūjon), noto come Metroid 4, è un videogioco a piattaforme del 2002 sviluppato e pubblicato da Nintendo, precisamente la divisione Nintendo Research & Development 1, per Game Boy Advance. È il quarto gioco della serie Metroid. Il giocatore controlla la cacciatrice di taglie Samus Aran, che indaga su una stazione spaziale brulicante di organismi infettati da virioni noti come parassiti X.
Il gioco è stato elogiato dalla critica per il suo gameplay orientato all'azione. Ha ricevuto diversi premi, tra cui Gioco portatile dell'anno agli Interactive Achievement Awards 2002, Miglior gioco di avventura per Game Boy Advance da IGN e Miglior gioco d'azione su Game Boy Advance da GameSpot. È stato ripubblicato sulla Virtual Console di Nintendo 3DS nel dicembre 2011 come parte del Programma Fedeltà e sulla Virtual Console di Wii U nell'aprile 2014.

## Trama
Dopo gli eventi di Super Metroid (e Metroid: Other M) la razza dei Metroid è ormai estinta dopo la morte del piccolo, sacrificatosi per salvare la vita a Samus Aran dalla forma finale di Cervello Madre. Per accertare la completa estinzione delle creature, Samus viene incaricata di ispezionare a fondo il pianeta SR-388, pianeta natale dei Metroid. Ma durante l'ispezione del pianeta viene infettata da un microrganismo, chiamato Parassita X, in grado di distruggere l'organismo ospite e copiarne il DNA. Inconsapevole del suo stato, torna alla stazione quando improvvisamente sviene dopo che l'X attacca il suo sistema nervoso centrale e la sua navetta si schianta contro una fascia di asteroidi. Viene così trasportata al Quartier Generale della Federazione Galattica, ma nel frattempo il parassita si moltiplica e intacca la sua Tuta Energia, danneggiandola irreparabilmente e gran parte di essa viene rimossa chirurgicamente, causando anche la perdita di tutti i suoi poteri. Tuttavia, i componimenti organici della Tuta Energia erano troppo radicati all'organismo di Samus per poterli asportare, e gli X erano troppo radicati nel suo sistema nervoso centrale da rimuoverli in modo sicuro, lasciandola in pericolo di morte. Viene per fortuna salvata da un vaccino creato dall'ultimo campione di DNA Metroid ricavato in precedenza dalla larva adottiva di Samus. Il vaccino modifica la sua composizione cellulare, rendendola immune ai Parassiti X, grazie al DNA del Metroid, nemico naturale degli X, e le permette di assorbirli in modo sicuro. Questa nuova tuta dal colore blu e giallo viene denominata Tuta Fusione.
Successivamente, verrà inviata su una stazione spaziale attaccata dai parassiti. Durante la missione dovrà seguire gli ordini del computer di bordo, battezzato Adam dalla cacciatrice, in onore del superiore caduto in battaglia. Sfortunatamente, dai pezzi della Tuta Energia infettati dai parassiti X nasce una copia malvagia di Samus, SA-X, che distrugge le capsule di contenimento e libera gli X, che contagiano e controllano le loro vittime, assorbendone il DNA, creando così una replica delle stesse (fra queste, pure il cadavere rinsecchito del clone di Ridley), e dando la caccia a Samus. La cacciatrice di taglie, riguadagnando i pieni poteri, scopre una colonia di Metroid salvata dagli scienziati della Federazione Galattica e custodita in un laboratorio segreto. Mentre cerca di capire come siano riusciti a salvarli, SA-X irrompe nel laboratorio e, cercando di distruggere i suoi predatori, li libera, ma viene attaccato da essi e, contemporaneamente, causa l'autodistruzione del laboratorio. Samus riesce a fuggire, ma la perdita del laboratorio e del suo prezioso contenuto causa la rabbia della Federazione. 

SA-X nella sua ultima apparizione in Metroid Dread.

Il computer di bordo le rivela che la Federazione aveva condotto studi segreti per anni per riprodurre i Metroid e che erano state persino sviluppate delle tecniche di crescita rapida, in modo da ottenere un Metroid Omega in pochi giorni. Successivamente il computer rivela a Samus che in realtà SA-X non era solo: ve ne erano ben 10 a bordo della stazione grazie all'abilità di riproduzione asessuale dei Parassiti X. Samus è in collera con la Federazione dopo aver scoperto che hanno intenzione di sfruttare il potenziale degli X, e decide di intralciare i loro piani a costo di diventare una criminale. Durante l'ultima discussione col computer, le sfugge il nomignolo che aveva ad esso affibbiato, Adam, e fa un'incredibile scoperta: il computer è sì un'Intelligenza Artificiale, ma gli fu trasfusa la mentalità dello stesso Adam Malkovich, prima della sua morte. Con l'appoggio di Adam, Samus decide di elaborare un piano per fermare la Federazione, che nel frattempo sta inviando dei militari per prelevare gli SA-X, il loro nuovo interesse, capendo che gli X stavano aspettando il loro arrivo per potersi impossessare di loro, e decidono così di dirottare il BSL contro SR-388.
Dopo aver raggiunto la sala comandi, Samus si scontra con un altro SA-X, che possiede un Raggio Gelo che per tutta l'avventura ha reso difficile la vita a Samus (in quanto, ora che è per metà Metroid, è debole al freddo come le stesse creature e non può usare il Raggio Gelo stesso, sostituito dai Missili Gelo), che viene distrutto dal suo Raggio Onda, quindi, attiva l'autodistruzione della base spaziale e la dirotta verso SR-388, ma mentre sta per fuggire con la sua navetta, viene attaccata da un Metroid Omega, fuggito dal laboratorio prima dell'autodistruzione, e rischia la morte. Fortunatamente interviene SA-X in suo aiuto, il quale attacca istintivamente il Metroid Omega. La creatura però non demorde e, con un colpo d'artigli, annienta SA-X riportandolo allo stadio di nucleo X. Samus riesce così ad assorbirlo, a ripristinare tutti i suoi poteri e, ora che è in possesso del Raggio Gelo, ad avere la meglio sull'enorme nemico.
Dopo aver distrutto il Metroid Omega, Samus risale sulla navetta e fugge. La stazione precipita su SR-388 ed esplode assieme al pianeta in un bagliore accecante. Samus è ora divenuta una ricercata ed è costretta a fuggire con Adam e pure con gli Etecoon e il Dachora che aiutò su Zebes e che si trovavano intrappolati nella stazione.

## Modalità di gioco
Metroid Fusion è un gioco di azione e avventura in cui il giocatore controlla Samus Aran. Come i precedenti giochi della serie, Fusion è ambientato in un grande open-world le cui zone, che a loro volta sono suddivise in stanze, sono collegate da ascensori. Samus può aprire la maggior parte delle porte sparandogli contro, mentre alcune si aprono solo a partire da un determinato momento del gioco. Il modo in cui il gioco si svolge è più lineare rispetto ad altri giochi Metroid, essendo maggiormente focalizzato sulla trama; ad esempio, Fusion introduce le stanze di navigazione, che suggeriscono al giocatore dove dirigersi.
Samus può assorbire Parassiti X, che permettono di ripristinare punti vita, missili e bombe. I potenziamenti si ottengono scaricandoli nelle Data Room o assorbendo un Core-X, che appare dopo aver sconfitto un boss. Il gioco include funzionalità non presenti negli altri capitoli della serie, come la possibilità di afferrare sporgenze e salire le scale.
Terminato il gioco, a seconda della percentuale di oggetti raccolti e del tempo impiegato, verrà sbloccata un'immagine finale diversa, con Samus (con o senza tuta) in diverse situazioni. Se collegato a Metroid: Zero Mission, il gioco sblocca nell'altra cartuccia immagini segrete. Inoltre, Metroid Fusion è collegabile, tramite apposito cavo, con Metroid Prime per Nintendo GameCube. Grazie a questa funzione, è possibile sostituire il design della tuta di Prime con quello della Tuta Fusione. Inoltre verrà sbloccata anche un'opzione segreta per giocare all'originale Metroid per NES.

## Sviluppo
Nintendo confermò l'esistenza di un gioco Metroid per Game Boy Advance il 23 marzo 2001. Ken Lobb, direttore dello sviluppo dei giochi per Nintendo of America, confermò che si sarebbe trattato di un nuovo gioco e non un porting del gioco Super Metroid del 1994 per Super Nintendo. I primi filmati sono stati mostrati alla convention E3 del 2001 con il nome Metroid IV. Il filmato mostrava Samus in un abito scuro, che correva su pareti e soffitti, con una grafica più semplice e simile al "Game Boy Color". All'E3 2002, Nintendo mostrò nuovamente il gioco, ora con il titolo Metroid Fusion, con una grafica aggiornata. 
Metroid Fusion è stato sviluppato da Nintendo Research & Development 1 (R&D1), lo stesso team che aveva realizzato Super Metroid. Il gameplay, il layout dello schermo e i controlli di Fusion sono molto simili a quelli presenti in Super Metroid. Metroid Fusion è il primo gioco Metroid 2D con filmati animati; la storia viene rivelata attraverso testi e primi piani. È stato scritto e diretto dal designer della serie Yoshio Sakamoto e prodotto da Takehiro Izushi.
Il gioco introduce meccaniche di gioco basate su missioni nuove per la serie Metroid, che supportano il giocatore nell'esplorazione delle aree. Gli obiettivi sono anche flessibili nel modo in cui possono essere completati, agendo "più come guida per ciò che il giocatore dovrebbe fare invece di fornire una mappa completamente vuota e dire "Ecco, scopri cosa fare e come farlo "".
Secondo il capo programmatore Katsuya Yamano, Nintendo R&D1 non consultò i precedenti giochi Metroid per le tecniche di programmazione, utilizzando invece il loro precedente gioco Wario Land 4 come riferimento. Il direttore del sistema, Takehiko Hosokawa, affermò che mentre parti del vecchio gameplay di Metroid erano state mantenute in Fusion, erano stati introdotti nuovi elementi. Il design della tuta di Samus è stato rinnovato; la spiegazione canonica è che questo era dovuto al fatto che un Parassita X aveva attaccato Samus e le aveva fatto perdere tutte le sue abilità. I missili sono stati ampliati con due "potenziamenti", proprio come i vari potenziamenti del raggio: il missile di ghiaccio che ha un effetto simile all'Ice Beam, e il missile a diffusione che aumenta notevolmente il raggio dell'esplosione. Altre abilità minori sono state aggiunte a Fusion, come arrampicarsi su muri e soffitti. Gli oggetti in grado di far recuperare punti vita e le munizioni sono stati sostituiti da Parassiti X che vengono ottenuti in modo simile dopo aver sconfitto i nemici.
La musica per Metroid Fusion è stata composta da Minako Hamano e Akira Fujiwara. Secondo Hamano, Sakamoto voleva che lei creasse musica in accordo con i dialoghi di Adam. Hamano puntava alla "musica ambient e seria piuttosto che alla melodia" perché non voleva che i temi di esplorazione fossero "fastidiosi". Ha anche preso in prestito jingle che erano stati precedentemente utilizzati in Super Metroid e li ha arrangiati per Fusion. Poiché Nintendo of America voleva che gli sviluppatori cercassero doppiatori "hollywoodiani", Hamano aggiunse la voce di un annunciatore. Gli sviluppatori stavano pianificando di inserire la recitazione vocale nel gioco, ma le voci sono state utilizzate solo per annunci di avvertimento a causa dei limiti della cartuccia ROM. Un album a due dischi, Metroid Prime & Fusion Original Soundtracks, è stato pubblicato da Scitron il 18 giugno 2003, con il numero di catalogo SCDC-00276/7. Il secondo disco contiene brani musicali di Fusion, insieme a un brano aggiuntivo arrangiato da Shinji Hosoe.

## Pubblicazione
Metroid Fusion era previsto per l'uscita in Nord America il 18 novembre 2002.  Il 22 agosto 2002, Nintendo ha annunciato che il gioco poteva connettersi a Metroid Prime per GameCube, gioco che era stato rilasciato lo stesso giorno di Fusion.  In Europa, il gioco è stato pubblicato il 22 novembre 2002, seguito dall'uscita australiana il 29 novembre. Il gioco è stato pubblicato anche in Giappone il 14 febbraio 2003 e in Cina il 2 marzo 2006.
Nella sua settimana di debutto, Metroid Fusion ha raggiunto vendite superiori a 100 000 unità in Nord America.  Ha terminato il mese di novembre 2002 con 199 723 copie vendute solo negli Stati Uniti, per un fatturato totale di 5 590 768 dollari, diventando così il terzo gioco per Game Boy Advance più venduto in quel mese e il decimo gioco più venduto su tutte le piattaforme. Il gioco ha venduto 940 000 copie entro l'agosto 2006, con un fatturato di 27 milioni di dollari. Durante il periodo tra gennaio 2000 e agosto 2006, è stato il ventunesimo gioco più venduto lanciato per Game Boy Advance, Nintendo DS o PlayStation Portable in quel paese.  Nel novembre 2004, il gioco ha venduto 180 000 unità in Giappone.
Metroid Fusion è stato reso disponibile in tutto il mondo sulla Virtual Console di Nintendo 3DS nel dicembre 2011. Durante la presentazione del Nintendo Direct del febbraio 2014, il presidente e CEO di Nintendo Satoru Iwata ha rivelato che Metroid Fusion sarebbe stato tra i primi tre giochi per Game Boy Advance ad essere rilasciato sulla Virtual Console di Wii U nell'aprile 2014.

## Accoglienza
| Testata                           | Giudizio |
| --------------------------------- | -------- |
| GameRankings (media al 5-12-2019) | 91,21%   |
| Metacritic (media al 7-3-2021)    | 92/100   |
| Electronic Gaming Monthly         | 9,17/10  |
| Eurogamer                         | 9/10     |
| Famitsū                           | 34/40    |
| Game Informer                     | 10/10    |
| GamePro                           | 4,5/5    |
| GameSpot                          | 8,6/10   |
| GameSpy                           | 88%      |
| GamesRadar+                       | 85%      |
| GameZone                          | 9,5/10   |
| IGN                               | 9,5/10   |
| Nintendo Power                    | 5/5      |
| Nintendo World Report             | 9,5/10   |
| Play                              | 5/5      |
| X-Play                            | 5/5      |

Metroid Fusion ha ricevuto il plauso della critica. X-Play ha affermato che è stato un "piacere da giocare" e ne ha elogiato grafica e sonoro.  Il gioco ha soddisfatto IGN, che ha apprezzato la lunghezza, definendolo un "risultato eccezionale per Game Boy Advance". GamesRadar e GamePro, tuttavia, hanno ritenuto che il gioco fosse "un po' corto", ma lo hanno comunque apprezzato trovando i segreti nascosti e nuovi potenziamenti "sublimemente ingegnosi". Tale impressione è stata condivisa da GameSpot, che è rimasto deluso dal fatto che il gioco potesse finire così presto, ma ha comunque affermato: "I fan di Metroid dovrebbero assolutamente acquistarlo". Metroid Fusion ha ricevuto numerosi riconoscimenti. È stato nominato Gioco portatile dell'anno agli Interactive Achievement Awards 2002. Il gioco è stato anche scelto come miglior gioco di avventura per Game Boy Advance da IGN  e miglior gioco d'azione su Game Boy Advance da GameSpot, che lo aveva nominato il miglior gioco portatile del novembre 2002 all'inizio dell'anno.  Si è classificato secondo per "Miglior sonoro", "Miglior grafica", "Miglior storia" e "Gioco dell'anno" nei premi annuali di GameSpot tra i giochi per Game Boy Advance.
Nintendo World Report ed Eurogamer erano entusiasti del gioco, definendolo il miglior gioco Metroid 2D e il miglior gioco per Game Boy Advance finora.  La rivista di videogiochi Game Informer ha concordato, descrivendo il gioco come "tutto ciò che si può desiderare da un gioco per Game Boy Advance" dall'inizio alla fine, attribuendogli punteggio pieno. Anche Play ha apprezzato il gioco, descrivendolo come una versione "ingrandita, modificata e migliorata" di tutto ciò che è eccezionale da Metroid e Super Metroid.
Confrontando il gioco con Super Metroid, GameSpot ha dichiarato che Metroid Fusion offriva le migliori qualità di quel gioco racchiuse in una nuova avventura. Nintendo Power lo ha annunciato come un ritorno al classico stile di Metroid. I controlli "perfetti" sono stati elogiati da Electronic Gaming Monthly, che conclude la sua recensione affermando che "tutti i giochi dovrebbero essere così belli". Il gioco non sembrava nuovo a GameSpy, che ha criticato il fatto che anche lo scontro finale con il nemico trae forte ispirazione da Super Metroid. GameZone ha affermato che il piccolo schermo rendesse sfavorevole giocare a Metroid Fusion, ma lo ha comunque definito un gioco eccitante.